# Secrets and Lies (serie de televisión estadounidense)
Secrets and Lies (título en español: Secretos y mentiras) es una serie de televisión antológica estadounidense de misterio basada en la serie australiana del mismo nombre, que fue transmitida por ABC desde el 1 de marzo de 2015 al 4 de diciembre de 2016.
El 9 de mayo de 2014, ABC decidió encargar una temporada de diez capítulos de la serie que emitió a mitad de la temporada 2014-15, aprovechando el descanso de algunas de sus producciones.
El 7 de mayo de 2015, la serie fue renovada para una segunda temporada.
El 11 de mayo de 2017 la ABC ordenó la cancelación de la serie tras 2 temporadas de emisión.

## Argumento
La serie tiene como protagonista a Ben Crawford, un hombre de familia que descubre el cuerpo de un niño y rápidamente se convierte en el principal sospechoso de su muerte. Ben entonces va en busca del verdadero asesino con el fin de limpiar su nombre. Su investigación terminará revelando una gran cantidad de secretos de la pequeña comunidad en la que vive.

## Elenco
- Ryan Phillippe como Ben Crawford.
- Juliette Lewis como Detective Andrea Cornell.
- KaDee Strickland como Christy Crawford.
- Natalie Martinez como Jess Murphy.
- Dan Fogler como Dave Carlyle.
- Indiana Evans como Natalie Crawford.
- Belle Shouse como Abby Crawford.

### Elenco recurrente
- Steven Brand como Joseph Richardson.
- Kate Ashfield como Vanessa Richardson.
- GregAlan Williams como Kevin Haynes.
- Denise Dowse como Elaine Williams.
- Meaghan Rath como Nicole Mullen.
- Melissa Gilbert como Lisa Daly.

## Recepción

### Índices de audiencia

#### Temporada 1 (2015)
| Nro. | Título           | Fecha de estreno     | Rating/share (18–49) | Viewers (millions) | DVR (18–49) | DVR viewers (millions) | Total (18–49) | Total viewers (millions) |
| ---- | ---------------- | -------------------- | -------------------- | ------------------ | ----------- | ---------------------- | ------------- | ------------------------ |
| 1    | "The Trail"      | 2015 de marzo del 1  | 1.5/4                | 6.06               | 0.9         | —                      | 2.4           | —                        |
| 2    | "The Father"     | 2015 de marzo del 1  | 1.5/4                | 6.06               | 0.9         | —                      | 2.4           | —                        |
| 3    | "The Affair"     | 2015 de marzo del 8  | 1.4/4                | 5.96               | 0.8         | 2.39                   | 2.2           | 8.35                     |
| 4    | "The Sister"     | 2015 de marzo del 15 | 1.4/4                | 5.45               | 1.0         | 2.75                   | 2.4           | 8.21                     |
| 5    | "The Jacket"     | 2015 de marzo del 22 | 1.5/4                | 5.56               | 0.8         | 2.47                   | 2.3           | 8.03                     |
| 6    | "The Confession" | 2015 de marzo del 29 | 1.3/4                | 5.15               | 1.0         | 2.51                   | 2.3           | 7.66                     |
| 7    | "The Cop"        | 2015 de abril del 12 | 1.3/4                | 4.85               | 0.9         | 2.66                   | 2.2           | 7.41                     |
| 8    | "The Son"        | 2015 de abril del 19 | 1.5/4                | 5.13               | 0.8         | 2.49                   | 2.3           | 7.62                     |
| 9    | "The Mother"     | 2015 de abril del 26 | 1.7/5                | 5.83               | —           | —                      | —             | —                        |
| 10   | "The Lie"        | 2015 de mayo del 3   | 1.8/5                | 6.53               | —           | —                      | —             | —                        |

#### Temporada 2 (2016)
| N.º | Title           | Air date                  | Rating/share (18–49) | Viewers (millions) | DVR (18–49) | DVR viewers (millions) | Total (18–49) | Total viewers (millions) |
| --- | --------------- | ------------------------- | -------------------- | ------------------ | ----------- | ---------------------- | ------------- | ------------------------ |
| 1   | "The Fall"      | 2016 de septiembre del 25 | 1.0/3                | 4.06               | —           | —                      | —             | —                        |
| 2   | "The Husband"   | 2016 de octubre del 2     | 0.9/3                | 3.69               | —           | —                      | —             | —                        |
| 3   | "The Liar"      | 2016 de octubre del 16    | 0.9/3                | 3.46               | —           | —                      | —             | —                        |
| 4   | "The Detective" | 2016 de octubre del 23    | 0.7/2                | 3.07               | —           | —                      | —             | —                        |
| 5   | "The Daughter"  | 2016 de octubre del 30    | 0.6/2                | 2.67               | —           | —                      | —             | —                        |
| 6   | "The Parent"    | 2016 de noviembre del 6   | 0.6/2                | 2.83               | —           | —                      | —             | —                        |
| 7   | "The Statement" | 2016 de noviembre del 13  | 0.7/2                | 3.18               | —           | —                      | —             | —                        |
| 8   | "The Racket"    | 2016 de noviembre del 27  | 0.7/2                | 2.81               | —           | —                      | —             | —                        |
| 9   | "The Brother"   | 2016 de diciembre del 4   | 0.7/2                | 3.42               | —           | —                      | —             | —                        |
| 10  | "The Truth"     | 2016 de diciembre del 4   | 0.7/2                | 3.42               | —           | —                      | —             | —                        |